# Hamsun (film)
Hamsun er en dansk-svensk-norsk-tysk film fra 1996, instrueret af Jan Troell. Filmen handler om den norske forfatter Knut Hamsun (Max von Sydow), der sammen med hustruen Marie Hamsun (Ghita Nørby) gik fra at være folkehelte til at være landsforrædere, efter at parret havde støttet Nazityskland under landetsbesættelse af Norge under 2. verdenskrig. Handlingen strækker sig fra 1935 til Hamsuns død i 1952. Manuskriptet er skrevet af Per Olov Enquist og er baseret på Marie Hamsuns bog Regnbuen og Thorkild Hansens Processen mod Hamsun.
Filmen blev produceret af Nordisk Film i samarbejde med TV 2 Danmark, Merkur Film, Svensk Filmindustri, Sveriges Television og Bayerischer Rundfunk med støtte fra Det Danske Filminstitut, Det Norske Filminstitutt, Svenska Filminstitutet, Nordisk Film- og TV Fond, AV-Fondet og Europarådets Eurimages Fond.

## Medvirkende
- Max von Sydow
- Ghita Nørby
- Anette Hoff
- Eindride Eidsvold
- Gard B. Eidsvold
- Åsa Söderling
- Sverre Anker Ousdal
- Erik Hivju
- Svein Erik Brodal
- Ernst Jacobi
- Per Jansen
- Jesper Christensen
- Johannes Joner
- Finn Schou
- Eva von Hanno
- Jørgen Langhelle
- Rut Tellefsen
- Håkon Rosseland
- Jon Erling Wevling
- Bjørnar Teigen
- Liv Steen
- Silje Carine Kikut Moe
- Frode Rasmussen
- Erik Kronstad
- Berto Marklund
- Per Christensen
- Peter Schreck
- Barbara Johanson
- Edvind Haugan
- Gro Solemdal
- Trond Høvik
- Frank Rudi
- Svein Gundersen
- Peter Cyrus
- Nina Englund
- Pål Petter Brantzæg
- Karen Høie
- Lisette Berg Kilden
- Greta Espenes
- Veslemøy Haslund